# Zistrosenwürgergewächse
Die Pflanzenfamilie der Zistrosenwürgergewächse (Cytinaceae) gehört zur Ordnung der Malvenartigen (Malvales).

## Beschreibung und Ökologie

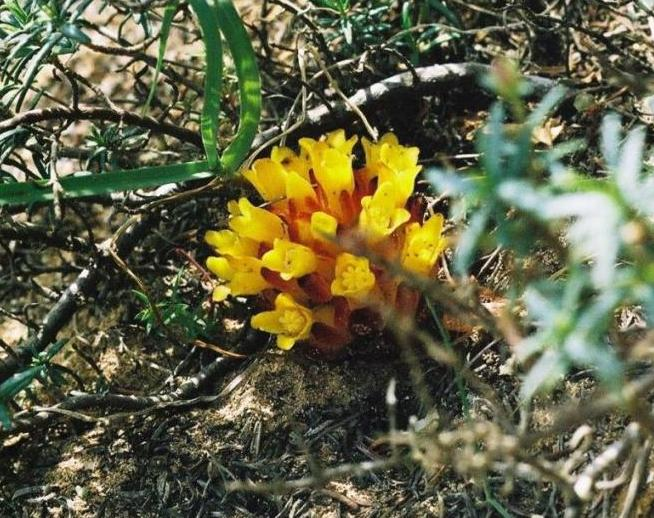
Gelber Zistrosenwürger (Cytinus hypocystis), Schmarotzer an Zistrose (Cistus monspeliensis), Standort: Südküste von Mallorca, Anfang April

Es sind parasitische Pflanzen, genauer bezeichnet man sie als Holoparasiten, auch Vollparasiten oder Vollschmarotzer genannt. Darunter versteht man pflanzliche Parasiten, die nicht mehr in der Lage sind, Photosynthese zu betreiben, da ihnen das Chlorophyll fehlt. Sie beziehen alle notwendigen Nährstoffe über Haustorien aus den Wurzeln ihres Wirtes. Wurzeln sind keine vorhanden. Blätter sind eigentlich nur Hochblätter der Blütenstände und keine Laubblätter, diese sind zu gegen-, wechselständig oder meist wirtelig angeordneten, häutigen Schuppen reduziert. Stomata sind keine vorhanden.
Als eigentliche Pflanze erkennbar sind nur die Blütenstände/Fruchtstände. Es gibt einhäusig (monözisch) oder zweihäusig (diözisch) getrenntgeschlechtige Arten. In meist traubigen, manchmal kopfigen Blütenständen stehen die Blüten zusammen. Die eingeschlechtigen Blüten sind klein bis mittelgroß und radiärsymmetrisch. Bei manchen Arten riechen die Blüten unangenehm. Die Blütenhülle besteht aus zu einer Röhre verwachsenen vier bis neun Kelchblättern, Kronblätter fehlen. Die männlichen Blüten enthalten acht bis selten 100 fertile Staubblätter, wobei keine Staubfäden erkennbar sind, die Staubbeutel also sitzend sind. Das Pollenkorn besitzt meist zwei bis drei, selten vier Aperturen und ist colpat oder porat. In den weiblichen Blüten sind vier bis acht, selten bis zu 14 Fruchtblätter zu einem unterständigen Fruchtknoten verwachsen mit gleich vielen Kammern wie Fruchtblättern. In jeder Fruchtknotenkammer befinden sich in parietaler Plazentation 25 bis 100 orthotrope, bitegmische, tenuinucellate Samenanlagen. Der lange Griffel endet in einer gestutzten Narbe. Als Bestäuber werden Ameisen und Vögel angegeben.
Es werden viele Beeren mit vielen Samen gebildet. Die winzigen Samen enthalten kein Endosperm und zur Samenreife nur einen rudimentären Embryo.

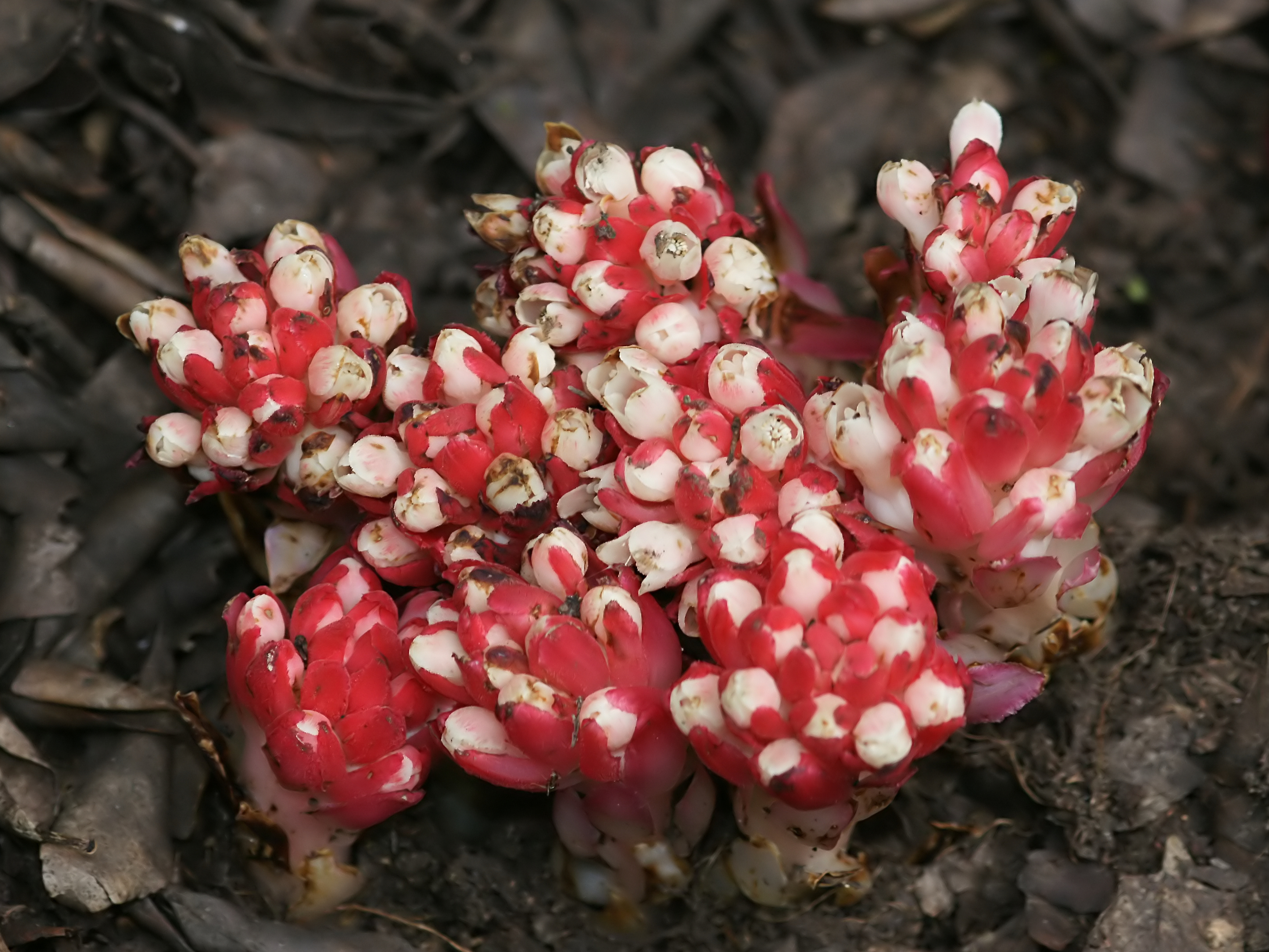
Cytinus ruber

## Systematik
Die Familie Cytinaceae wurde 1824 durch Achille Richard in Dictionnaire classique d'histoire naturelle, 5, S. 301 aufgestellt.
Zur Familie der Cytinaceae gehören nur zwei Gattungen mit zehn Arten:
- Bdallophyton Eichler: Die ein bis vier Arten kommen von Mexiko bis Zentralamerika vor.
  - Bdallophyton americanum (R.Br.) Harms
- Cytinus L.: Die sechs bis acht Arten sind in Europa, Kleinasien, im Mittelmeerraum, in Südafrika und Madagaskar[3][4] verbreitet. Sie werden auch Zistrosenwürger genannt:
  - Cytinus baronii Baker f.: Es ist ein Endemit der madagassischen Provinz Toamasina. Sie gedeiht in Wäldern in Höhenlagen von 500 bis 1000 Metern.
  - Cytinus capensis Marloth: Sie kommt nur in der Capensis vor.
  - Cytinus glandulosus Jumelle: Es ist ein Endemit der madagassischen Provinz Antsiranana. Sie gedeiht im Dickicht in Höhenlagen von 1500 bis 2000 Metern.
  - Gelber Zistrosenwürger (Cytinus hypocistis L.): Sie kommt im Mittelmeerraum und auf den Kanarischen Inseln vor.
  - Cytinus malagasicus Jumelle & H.Perrier: Es ist ein Endemit der madagassischen Provinz Toamasina in Höhenlagen von 500 bis 1000 Metern.
  - Cytinus ruber Kom.: Sie ist im Mittelmeerraum verbreitet. Wirte sind Arten der Gattungen Cistus und Halimium.
  - Cytinus sanguineus (Thunb.) Fourc.: Sie kommt nur in der Capensis vor.
  - Cytinus visseri Burgoyne: Sie kommt nur in der Capensis in den südafrikanischen Provinzen Limpopo und Mpumalanga sowie in Eswatini vor.

Die Stellung im System ist umstritten. Selbst bei APG wird sie sowohl als Teil der Malvales als auch ohne Einordnung geführt. Andere Autoren stellen sie in eine Ordnung Rafflesiales, also ein Taxon nur mit Vollschmarotzern.